# دنیس اندارس
دنیس اندارس (آلمانی: Dennis Endras؛ زادهٔ ۱۴ ژوئیهٔ ۱۹۸۵) بازیکن هاکی روی یخ اهل آلمان است.